# Georg Jauer
Georg Jauer (25 de junio de 1896 - 5 de agosto de 1971) fue un general en la Wehrmacht de la Alemania Nazi durante la II Guerra Mundial. Fue condecorado con la Cruz de Caballero de la Cruz de Hierro con Hojas de Roble.
Al estallar la II Guerra Mundial Jauer servía como oficial de estado mayor y comandante regimental. En abril de 1943 fue nombrado comandante de la 20.ª División de Infantería Motorizada y la 20.ª División de Granaderos Panzer y tomó parte en la batalla de la bolsa de Kamenets-Podolsky. Después dirigió la 25.ª División Panzer en la batalla de Kiev. El 12 de marzo de 1945 tomó el mando del "Cuerpo Panzer Großdeutschland" con el que se rindió.

## Condecoraciones
- Cruz de Hierro (1914) 2ª Clase y 1ª Clase
- Medalla de Herido (1914) en Negro
- Cruz de Honor 1914-1918
- Broche de la Cruz de Hierro (1939) 2ª Clase (2 de julio de 1941) y 1ª Clase (20 de julio de 1941)[1]
- Cruz Alemana en Oro el 19 de diciembre de 1941 como Oberst en el Artillerie-Regiment 29[2]
- Cruz de Caballero de la Cruz de Hierro con Hojas de Roble
  - Cruz de Caballero el 4 de mayo de 1944 como Generalleutnant y comandante de la 20. Panzergrenadier-Division[3]
  - Hojas de Roble el 10 de febrero de 1945 como Generalleutnant y comandante de la 20. Panzergrenadier-Division[3]